# Símbolo de direitos autorais de fonograma
O símbolo de direitos autorais de gravação de som, representado pelo símbolo gráfico ℗ (uma letra maiúscula P circulada), é o símbolo de copyright usado para fornecer notificação de direitos autorais em uma gravação de som (fonograma) incorporada em um phonorecord (como LPs, fitas cassete, CD, etc.).
Presente na Europa desde meados da década de 1960, o uso do símbolo na lei de copyright dos Estados Unidos
Após 1971 foi codificado em 17 USC § 402 e é especificado internacionalmente na Convenção para a Proteção de Produtores de Fonogramas Contra Duplicação Não Autorizada dos seus fonogramas.
A letra P significa phonograma, em português fonograma. O termo legal usado na maioria dos países de língua inglesa para se referir a obras conhecidas na lei de direitos autorais dos EUA como "gravações sonoras".
Uma gravação de som tem um copyright separado que é distinto daquele do trabalho subjacente (geralmente uma obra musical, expressável em notação musical e letras escritas), se houver. O aviso de direitos autorais de gravação de som estende-se a um direito autoral apenas para o próprio som e não se aplicará a nenhuma outra versão ou execução, mesmo se executada pelo(s) mesmo(s) artista(s).
Nos Estados Unidos, o aviso de direitos autorais de gravação de som, que só pode ser afixado em um fonógrafo, consiste em apenas três elementos:
- O símbolo ©;
- O ano da primeira publicação da gravação de som;
- Uma identificação do proprietário dos direitos autorais, seja por nome, abreviação ou outra designação pela qual é geralmente conhecida. A identificação pode ser omitida se o proprietário for o produtor da gravação de som e o produtor for identificado na embalagem associada.[2]

Nos Estados Unidos, foi adicionado pelo Pub.EU., que emendou a Lei de Direitos Autorais de 1909 acrescentando proteção para gravações sonoras e prescreveu um aviso de direitos autorais para gravações sonoras:
- Na seção 19, título 17, do Código dos Estados Unidos, adicione o seguinte no final da seção: "No caso de reproduções de obras especificadas na subseção (n) da seção 5 deste título ["Gravações sonoras"], o aviso deve consistir no símbolo ℗ (a letra P em círculo), o ano da primeira publicação da gravação de som e o nome do proprietário dos direitos de autor da gravação de som ou uma abreviatura pela qual o nome pode ser reconhecida, ou uma designação alternativa geralmente conhecida do proprietário: Desde que, se o produtor da gravação de som for indicado nos rótulos ou recipientes da reprodução, e se nenhum outro nome aparecer junto com a notificação, seu nome ser considerado parte do aviso."